# Parlement fédéral (Népal)
Pour les autres articles nationaux ou selon les autres juridictions, voir Parlement fédéral.
IIe Parlement fédéral
Centre international des congrès (en)
Le Parlement fédéral (en népalais : संघीय संसद romanisé : Saṅghīya Sansada) est l'institution bicamérale du Népal exerçant le pouvoir législatif, depuis la mise en place de la constitution népalaise de 2015. 
Il est partagé entre une chambre haute, l'Assemblée nationale, composée de 59 membres élus au scrutin indirect pour six ans, renouvelée par tiers tous les deux ans, et d'une chambre basse, la Chambre des représentants, qui se compose de 275 députés élus pour un mandat de cinq ans selon un mode de scrutin mixte.

## Composition
Selon l'article 83 de la Constitution de 2015, la législature fédérale du Népal comprend la Chambre des représentants et l'Assemblée nationale.

### Chambres des représentants
La Chambre des représentants (प्रतिनिधि सभा, Pratinidi Sabha) est la chambre basse du Parlement fédéral. Elle se compose de 275 membres élus au suffrage universel direct pour un mandat de cinq ans selon un mode de scrutin parallèle. Sont ainsi à pourvoir 165 sièges au scrutin uninominal majoritaire à un tour dans autant de circonscriptions électorales, auxquels se rajoutent 110 sièges pourvus au scrutin proportionnel plurinominal de liste dans une unique circonscription nationale.

### Assemblée nationale
L'Assemblée nationale (राष्ट्रिय सभा, Rastriya Sabha) est la chambre haute du Parlement fédéral. Elle se compose de 59 membres élus pour un mandat de six ans dont 56 au scrutin indirect et 3 nommés par le président du Népal. Le renouvellement de la chambre a lieu par tiers tous les deux ans. Les 56 membres sont élus par un collège électoral composé des membres des sept assemblées provinciales, ainsi que des maires, maires adjoints et autres membres de l'exécutif des communes de chaque province, à raison de huit sièges par province. Parmi ses membres élus, il doit y avoir au moins trois femmes, un intouchable et une personne handicapée ou membre d'une minorité.

### Constitution de 2015
- (en)  Népal. « Constitution népalaise de 2015 » [lire en ligne]

1. ↑  Article 83
2. ↑  Article 84